# أويوس ديل إسبينو
بلدية أويوس ديل إسبينو (بالإسبانية: Hoyos del Espino) هي بلدية تقع في مقاطعة آبلة التابعة لمنطقة قشتالة وليون وسط إسبانيا.

## الديموغرافيا
يبلغ عدد سكان بلدية أويوس ديل إسبينو 444 نسمة عام 2011 (وفقاً للمعهد الوطني للإحصاء الإسباني).
| 400 | 425 | 446 | 449 | 459 | 469 | 444 |